# Лейтон Смит, Лоуренс
Лоуренс Лейтон Смит (англ. Lawrence Leighton Smith; 8 апреля 1936, Портленд — 25 октября 2013, Колорадо-Спрингс, Колорадо) — американский дирижёр.

## Биография
Учился в Маннес-колледже у Леонарда Шура (как пианист). Выступал преимущественно как аккомпаниатор — в том числе с такими выдающимися музыкантами, как Рената Тебальди, Руджеро Риччи, Зара Нельсова и др.
Однако более известен Лейтон Смит как дирижёр. В 1964 г. получил первую премию на международном конкурсе дирижёров имени Димитриса Митропулоса. В 1964—1967 гг. помощник дирижёра в Метрополитен Опера, затем руководил Вестчестерским симфоническим оркестром (1967—1969), Остинским симфоническим оркестром (1972—1973), Орегонским симфоническим оркестром (1973—1980), Симфоническим оркестром Сан-Антонио (1980—1985), Луисвиллским оркестром (1983—1994), филармоническим оркестром Йельского университета (1995—2004), Симфоническим оркестром Колорадо Спрингс (2000—2013 гг.). Лейтон Смит также возглавлял Музыкальную Академию Запада в Сан-Диего (1985—1993).
В репертуаре Лейтона Смита наибольшее место занимала музыка XX века — в том числе произведения таких композиторов, как Джон Корильяно, Софья Губайдулина, Отто Люнинг и др.
Лауреат Премии Дитсона (1988) — старейшей американской премии для дирижёров.